# Campionato tunisino di scacchi
Il Campionato tunisino di scacchi si disputa dal 1956 in Tunisia per determinare il campione nazionale di scacchi.
È organizzato dalla Federazione tunisina degli scacchi (Fédération tunisienne des échecs), associata alla FIDE dal 1958.

## Albo dei vincitori
| Anno | Vincitore         |
| ---- | ----------------- |
| 1956 | Habib Kahia       |
| 1957 | Habib Kahia       |
| 1958 | Mohamed Belkadhi  |
| 1959 | Mohamed Belkadhi  |
| 1960 | Mohamed Belkadhi  |
| 1961 | Mohamed Belkadhi  |
| 1962 | Mohamed Belkadhi  |
| 1963 | Ahmed Hentati     |
| 1964 | Mohamed Belkadhi  |
| 1965 | Mohamed Belkadhi  |
| 1966 | Mohamed Belkadhi  |
| 1967 | Slim Bouaziz      |
| 1968 | Slim Bouaziz      |
| 1969 | Slim Bouaziz      |
| 1970 | Mohamed Belkadhi  |
| 1971 | Helmi Ben Rhouma  |
| 1972 | Mohamed Belkadhi  |
| 1973 | - non disputato - |
| 1974 | - non disputato - |
| 1975 | - non disputato - |
| 1976 | Chedli Najar      |
| 1977 | - non disputato - |
| Anno | Vincitore          |
| ---- | ------------------ |
| 1978 | Mohamed Ouechtati  |
| 1979 | Mahmoud Messedi    |
| 1980 | Mahmoud Messedi    |
| 1981 | Slim Bouaziz       |
| 1982 | Mohamed Ouechtati  |
| 1983 | Slim Belkhodja     |
| 1984 | Slim Bouaziz       |
| 1985 | - non disputato -  |
| 1986 | Slaheddine Lahmadi |
| 1987 | Ali Dridi          |
| 1988 | Mejdi Kaabi        |
| 1989 | Kamel Cheikh       |
| 1990 | Slim Bouaziz       |
| 1991 | Slim Bouaziz       |
| 1992 | Ali Dridi          |
| 1993 | Mejdi Kaabi        |
| 1994 | Mejdi Kaabi        |
| 1995 | Mejdi Kaabi        |
| 1996 | Nabil Doghri       |
| 1997 | Mejdi Kaabi        |
| 1998 | Sami Laouini       |
| 1999 | Anis Bejaoui       |
| Anno | Vincitore         |
| ---- | ----------------- |
| 2000 | Slim Bouaziz      |
| 2001 | Mejdi Kaabi       |
| 2002 | Slim Belkhodja    |
| 2003 | Nabil Doghri      |
| 2004 | Slim Belkhodja    |
| 2005 | Slim Belkhodja    |
| 2006 | Slim Belkhodja    |
| 2007 | Walid Chikhaoui   |
| 2008 | - non disputato - |
| 2009 | Adel El Kamel     |
| 2010 | Adel El Kamel     |
| 2011 | - non disputato - |
| 2012 | Amir Zaibi        |
| 2013 | Zoubaier Amdouni  |
| 2014 | Zoubaier Amdouni  |
| 2015 | - non disputato - |
| 2016 | Mohamed Boudriga  |
| 2017 | Amir Zaibi        |
| 2018 | Amir Zaibi        |
| 2019 | Amir Zaibi        |
| 2020 | Amir Zaibi        |
| 2021 |                   |